# Nosy Berafia
Nosy Berafia és una illa de la costa nord-oest de Madagascar, al canal de Moçambic. És l'illa més gran de l'arxipèlag de Radama. Fa uns 10 km de llargada per 3 km d'amplada. La seva ciutat principal és Antananabe, que acull les tombes reials de Mahabo. La major part dels seus habitants es dediquen a la pesca. També hi ha moltes plantacions de cafè, mango i d'arbre del pa a l'illa.